# Beastie Boys
Beastie Boys est un groupe de hip-hop américain, originaire des quartiers de Manhattan et de Brooklyn, à New York. Pendant la majeure partie de son existence, le groupe se compose de Michael « Mike D » Diamond, Adam « MCA » Yauch et Adam « Ad-Rock » Horovitz. Plusieurs autres musiciens et disc jockeys, tels que Michael « Mix Master Mike » Schwartz, jouent également au sein du groupe, certains d'entre eux pendant une durée conséquente, tels DJ Hurricane ou Eric Bobo.
Le groupe Beastie Boys commence initialement sa carrière dans le punk hardcore, en 1979, en participant à la compilation New York Thrash. À cette période, son style musical s'identifie à celui de groupes comme Minor Threat ou Bad Brains. Il s'essaye ensuite au hip-hop avec la sortie de son maxi single Cooky Puss, suivi d'une série de singles à succès, puis de son premier album studio intitulé Licensed to Ill, publié en 1986, qui suscite l'engouement de la presse spécialisée internationale, qui rencontre un très grand succès commercial, et qui classe à la première place des albums de hip-hop aux États-Unis.
Le groupe est l'un des pionniers les plus célèbres de la scène hip-hop à s'investir dans de nombreuses tournées musicales internationales. Le 27 septembre 2007, le groupe est nommé pour faire son entrée au Rock and Roll Hall of Fame. En 2009, le groupe publie sur internet des éditions remastérisées de Paul's Boutique, Check Your Head, Ill Communication et Hello Nasty. Son huitième album, intitulé Hot Sauce Committee Part Two, est publié le 3 mai 2011, et est très bien accueilli par la presse spécialisée. En 2010, le groupe compte plus de 22 millions d'albums vendus aux États-Unis, et 40 millions dans le monde.

## Biographie

### Débuts (1979–1983)
Le groupe se forme en 1979 comme groupe de punk hardcore. Le jeune Adam Yauch décide de former un groupe après avoir assisté au premier spectacle des Black Flag, au Peppermint Lounge de New York, le 14 mars 1981, et demande à ses amis John Berry, Kate Schellenbach, et Michael Diamond (tous dans un autre groupe nommé The Young Aborigines), de se joindre à son projet. Le nom de Beastie Boys est suggéré par le guitariste John Berry, les lettres B.E.A.S.T.I.E. signifiant Boys Entering Anarchistic States Towards Internal Excellence, bien qu'il s'agisse d'un rétroacronyme. À la formation originelle du groupe, Adam Yauch endosse le rôle de bassiste, Kate Schellenbach de batteuse, John Berry de guitariste et Michael Diamond de chanteur. Son premier spectacle se déroule au loft de Berry lors du 17e anniversaire d'Adam Yauch, le 5 août 1981,. À cette occasion, Dave Parsons, lui propose de sortir un album sur son tout nouveau label indépendant, Rat Cage Records.
Le groupe gagne rapidement le soutien de Bad Brains, Dead Kennedys, Misfits, et Reagan Youth. En novembre cette même année, Beastie Boys enregistre son EP intitulé Polly Wog Stew, aux studios 171A, dirigé par le label Rat Cage, un exemple d'album au style New York hardcore. Le vendredi 15 novembre 1982, les membres du groupe, John Berry, Michael Diamond (Mike D), Adam Yauch (MCA) (alias Nathanial Hörnblowér) et Kate Schellenbach (plus tard des Luscious Jackson) jouent à l'anniversaire de Philip Pucci pour une petite apparition consacrée à un court-métrage sur les Beastie Boys, Beastie. Pucci organise le concert au Bard College's Preston Drama Dance Department Theatre ; cette performance marque la première apparition de Beastie Boys à l'écran avec, en première partie, The Young and the Useless, avec Adam Horovitz (Ad-Rock) au chant principal.
John Berry quitte le groupe en 1983 (formant plus tard Thwig, Big Fat Love et Bourbon Deluxe) et est remplacé par Adam Horovitz, guitariste du groupe The Young and the Useless (devenant, plus tard, un ami très proche des Beastie Boys). Le groupe enregistre et diffuse sa première composition hip-hop, intitulée Cooky Puss, toujours sous le label Rat Cage de Dave Parsons, inspirée par un canular téléphonique du groupe au restaurant Carvel Ice Cream, en 1983. Elle se popularise dans les boîtes de nuit underground de New York.

### Licensed to Ill(1984–1987)
Grâce au succès de Cooky Puss, le groupe incorpore le rap dans ses compositions. Les membres décident d'engager un disc jockey pour leurs spectacles en direct puis un étudiant de l'Université de New York, nommé Rick Rubin (DJ Double R), à l'époque fan de hip-hop et de heavy metal. Peu après, Rubin débute dans la production, le développement de Def Jam Recordings aux côtés d'un autre étudiant de son université, Russell Simmons, et propose au groupe de produire pour son nouveau label. Pendant ce temps, le groupe glisse d'un style punk rock en un trio de hip-hop, en 1984, et chacun adopte son propre surnom respectif dans la veine de Grandmaster Flash, Melle Mel et Fab Five Freddy (Mike D, MCA et Ad-Rock. Def Jam signe les Beastie Boys en 1985, et le groupe publie la bande originale de Krush Groove, intitulée She's on It. Cette même année, le groupe se fait très fortement remarquer à l'échelle nationale mais d'une manière plutôt négative, lorsqu'il joue à l'ouverture du Virgin Tour de Madonna. Le groupe joue également une autre grande tournée, le Raisin' Hell, de Run-DMC, avant la publication officielle de son premier album studio. Beastie Boys se lance dans l'enregistrement d'un EP intitulé Rock Hard, en 1985 un hit rap qui reprend le titre Back in Black d'AC/DC, donnant un avant-goût de son premier album à venir; ce maxi est alors le deuxième enregistrement distribué par Def Jam créditant Rubin en tant que producteur.
Le groupe publie son tout premier album studio, Licensed to Ill, en 1986, via les labels Def Jam et Columbia Records,. L'album est félicité par la presse spécialisée et, notamment, par des magazines et sites tel Rolling Stone, Pitchfork, PunkNews, Consequence of Sound, et RapReviews. Stephen Thomas Erlewine, du site web AllMusic, explique que « peut-être que Licensed to Ill était inévitable -- un groupe de blancs qui mélange rock et rap, à qui on attribue la première place des albums dans l'histoire du hip-hop ». Licensed to Ill devient l'album de rap le mieux vendu des années 1980, et accède à la première place du classement du Billboard, dans lequel il reste durant cinq semaines. Il atteint également la deuxième place du classement Urban. L'album devient le premier album le plus rapidement vendu dans l'histoire de Columbia Records, avec 750 000 exemplaires écoulés les six premières semaines. Il devient également le premier album rap à atteindre le classement Billboard. En 2015, l'album, certifié disque de diamant par la RIAA, compte plus de dix millions d'exemplaires vendus à l'international.
La première chanson extraite de l'album, (You Gotta) Fight for Your Right (To Party!), atteint la septième place du Billboard Hot 100, et le clip (réalisé par Ric Menello) passe en boucle sur MTV. D'autres singles extraits de l'album — Brass Monkey, It's the New Style/Paul Revere, Hold it, Now Hit it, It's the New Style et Paul Reverse — atteignent également les classements américains. Il inclut également le hit No Sleep till Brooklyn dont le solo de guitare est assuré par Kerry King, le guitariste du groupe de thrash metal Slayer, qu'on aperçoit d'ailleurs dans le vidéo-clip.

### Paul's BoutiqueetCheck Your Head(1988–1992)

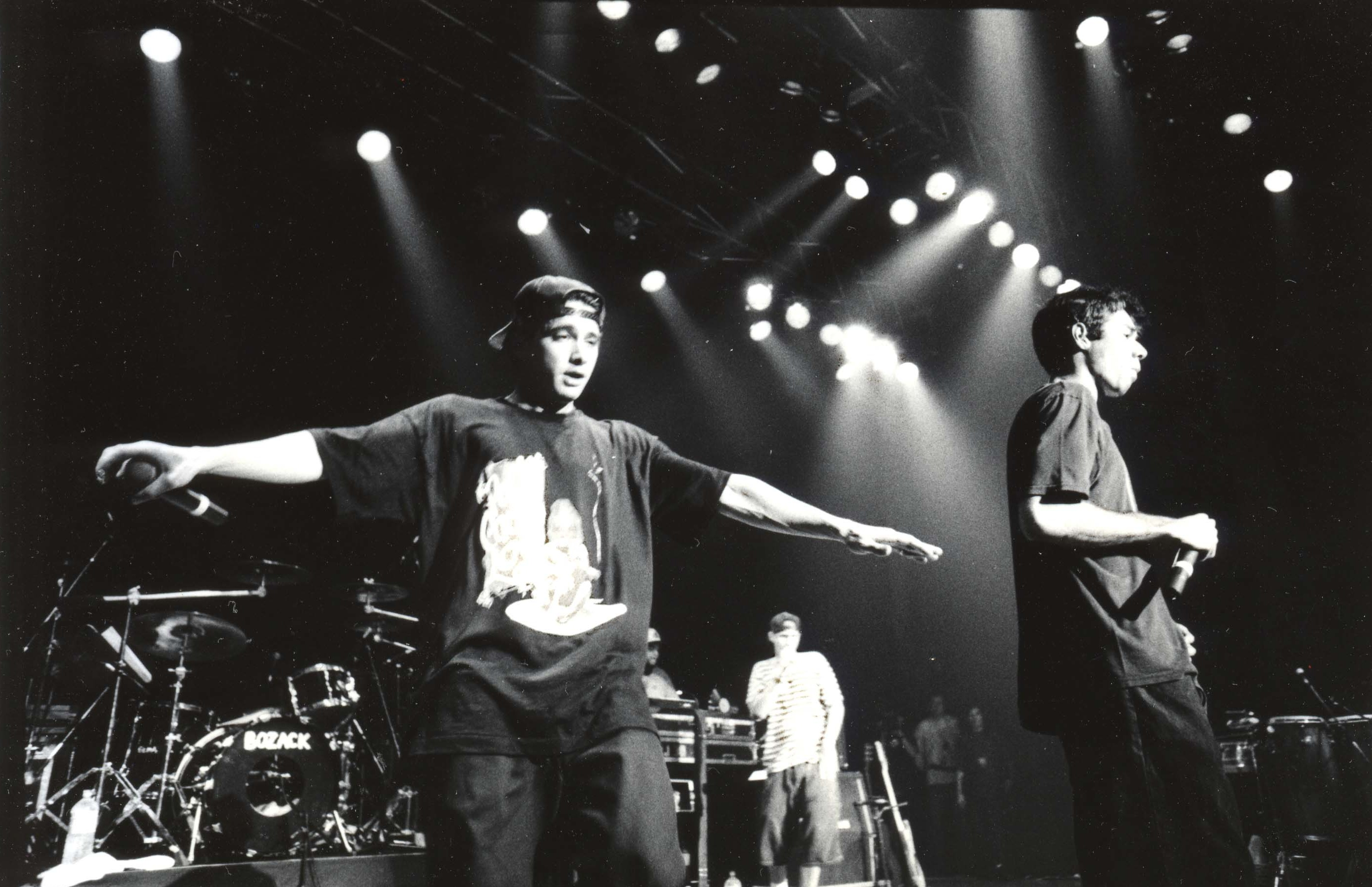
Beastie Boys au Club Citta Kawasaki, Japon.

Le groupe réintègre le studio en 1988, et réapparaît avec un deuxième album intitulé Paul's Boutique, le 25 juillet 1989 par le label Capitol Records, après le déclin du groupe avec Def Jam. Produit par Dust Brothers et Matt Dike, cet opus est considéré par la presse spécialisée comme l'un des albums les plus agressifs des Beastie Boys. Paul's Boutique est largement acclamé par la presse spécialisée. Rolling Stone le classe 156e de sa liste des 500 plus grands albums de tous les temps. Néanmoins, l'album n'atteint pas le niveau de ventes de Licensed to Ill, étant classé à la 14e place du Billboard 200, et 24e des classements R&B Albums. La chanson principale, intitulée Hey Ladies, atteint la 36e place du Billboard Hot 100, et la 10e des R&B Albums. Paul's Boutique atteint le million d'exemplaires vendus, malgré le faible accueil commercial. Le groupe remastérise et commercialise son album par le biais de son site officiel[réf. nécessaire][Quand ?]. Beastie Boys joue avec le groupe hollandais Urban Dance Squad, avec Mike D à la batterie, Yauch à la basse, Horovitz à la guitare et Mark Ramos Nishita (Money Mark) au synthétiseur. Mario Caldato Jr., qui a aidé à la production de Paul's Boutique, devient un collaborateur à long terme.
Malgré l'accueil désastreux de Paul's Boutique, déclaré comme une catastrophe par la presse spécialisée, au début des années 1990, Beastie Boys créé son propre studio d'enregistrement et son label indépendant, Grand Royal. Son troisième album, Check Your Head, est publié sur Grand Royal, le 21 avril 1992. L'album atteint la 37e place des R&B Albums, et la 10e place du Billboard 200. Il est également certifié double disque de platine aux États-Unis. La chanson So What'cha Want, atteint la 93e place au Billboard Hot 100. L'album expose quelques sons expérimentaux tirés du hip-hop old-school, du funk et du jazz, inspirés de chansons telles que Lighten Up et Something's Got to Give. Le groupe revient à ses racines punk hardcore avec la chanson Time for Livin', une reprise de la chanson éponyme de Sly & the Family Stone,. Les titres Jimmy James, Pass the Mic et So Whatcha Want sont les hits les plus écoutés dans les lycées et sur les chaînes de radio de rock alternatif.

### Ill CommunicationetHello Nasty(1993–2001)
Le 8 février 1994, Beastie Boys publie Some Old Bullshit, une compilation de ses premières chansons punk. Quelques mois plus tard, le 8 mai 1994, le groupe publie son quatrième album, Ill Communication, une suite de son troisième album Check Your Head,. L'album débute directement à la première place du Billboard 200, et les singles Sabotage et Sure Shot aident à le certifier double disque de platine. Le single Sabotage est popularisé dans les classements des Modern Rock, et le clip vidéo, réalisé par Spike Jonze, passe en boucle à cette période sur MTV. Get it Together atteint le top 10 du classement dance du Billboard.
Pendant quelques années, Beastie Boys reste inactif, occupé par des affaires politiques, mais également judiciaires concernant leur label. Le 13 novembre 1995, il publie un extended play hardcore intitulé Aglio e Olio, ainsi qu'une compilation, The In Sound from Way Out!, le 2 avril 1996,. Également, la même année, Adam Yauch lance un festival de deux jours afin de collecter des fonds en soutien au Tibet et ce festival devient un événement annuel.
Beastie Boys retourne à New York, en 1997, pour continuer la production et l'enregistrement d'un cinquième album, lancé en 1995 et achevé en 1998. Hello Nasty est publié le 14 juillet 1998, au label Capitol Records, et devient son troisième album consécutif classé premier du Billboard 200. Il atteint aussi la deuxième place des classements canadiens. Hors des frontières américaines, l'album se classe dans le top 10 de différents pays européens, comme au Royaume-Uni, en Allemagne, en Australie, aux Pays-Bas, en Nouvelle-Zélande et en Suède. Il contient quatre singles : Intergalactic, Body Movin, The Negotiation Limerick File et Remote Control/Three MC’s and One DJ, tous entrés dans les classements. Beastie Boys remporte deux Grammy Awards, en 1998, pour l'album Hello Nasty dans la catégorie « meilleure performance musicale alternative », et pour le titre Intergalactic dans la catégorie « meilleure performance rap d'un groupe ou duo, ».
Aux MTV Video Music Awards de 1998, Yauch donne son opinion concernant les musulmans stéréotypés comme terroristes et affirme qu'une grande partie des individus à la foi musulmane n'ont rien à voir avec des terroristes. Ces commentaires sont faits à la suite des attentats des ambassades américaines en Afrique survenus en 1998 au Kenya et en Tanzanie, seulement un mois plus tôt. Durant la cérémonie de 1999, à la veille des drames survenus à Woodstock 1999, Adam Horovitz souligne les divers cas d'agressions physiques et sexuelles au festival et le besoin des groupes de musique et des festivals de sécuriser leurs concerts. Dans les années qui suivent la publication de Hello Nasty, le groupe lance son site officiel. Sous le pseudonyme de Country Mike, Mike D enregistre Country Mike's Greatest Hits et le donne à ses amis et à sa famille durant noël 2000[réf. nécessaire]. Le projet d'Adam « Ad-Rock » Horovitz, intitulé Simply Mortified, est commercialisé en 2001.

### To the 5 Boroughs(2002–2008)

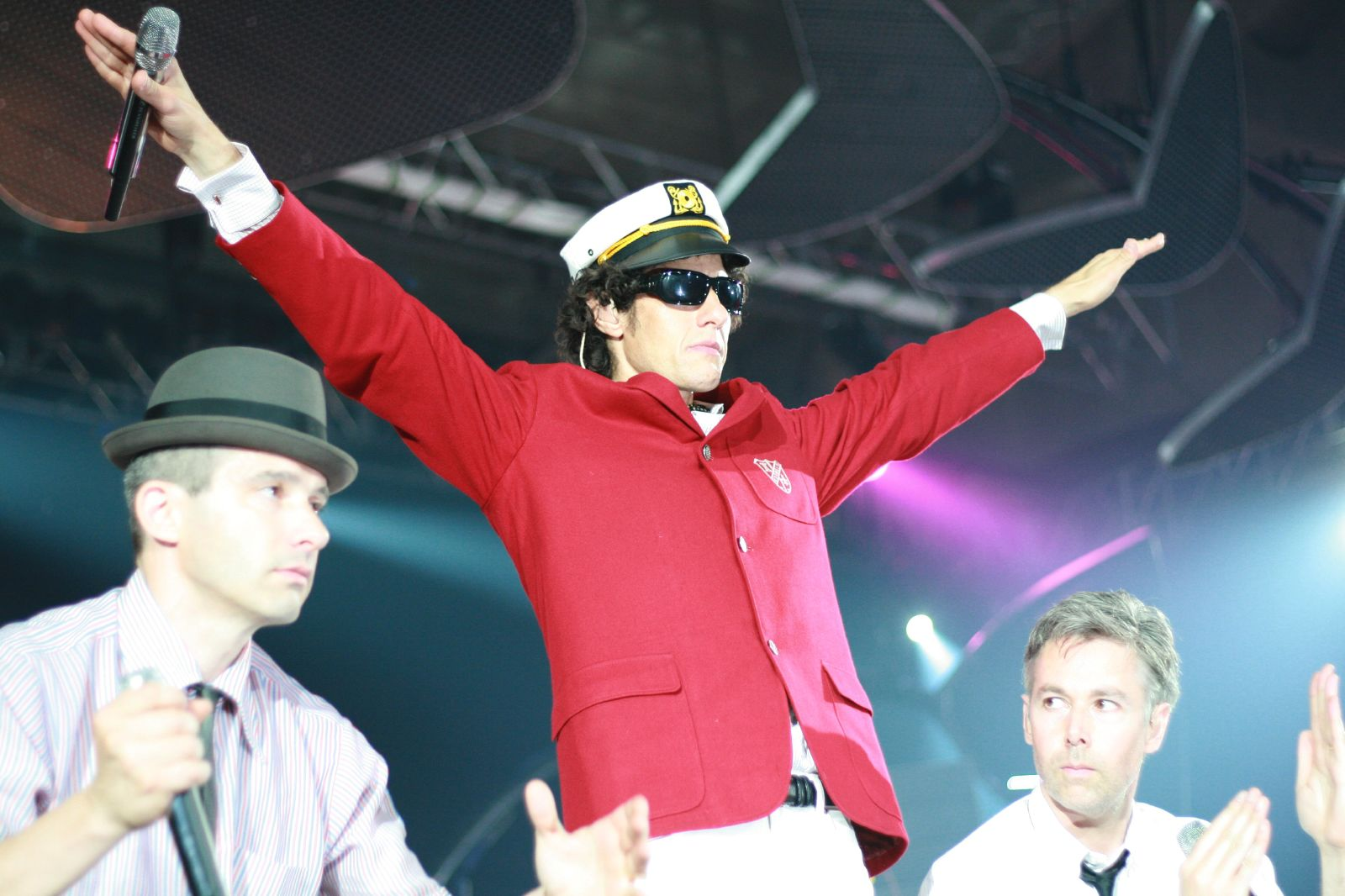
De gauche à droite : Ad-Rock, Mike D, et MCA à Barcelone, Espagne, en septembre 2007.

Le groupe est de plus en plus engagé politiquement après les attentats du 11 septembre 2001 et organise un concert nommé New Yorkers Against Violence Concert, en octobre 2001. La recette du concert est donnée au New York Women's Foundation Disaster Relief Fund et au New York Association for New Americans (NYANA).
En 2002, Adam Yauch lance la construction d'un nouveau studio, Oscilloscope Laboratories, au centre de Manhattan et le groupe y démarre l'enregistrement de son nouvel album. Il enregistre une chanson de révolte, In a World Gone Mad, contre la guerre de 2003 en Irak, gratuitement téléchargeable sur de nombreux sites, incluant celui de Milarepa Fund, le site de la chaîne télévisée MTV, MoveOn.org et Win Without War. Cette chanson est la plus téléchargée en avril 2003[réf. nécessaire].
To the 5 Boroughs est commercialisé dans le monde entier, le 15 juillet 2004. C'est le premier album produit par les Beastie Boys et à atteindre la première place des classements du Billboard, la deuxième place au Royaume-Uni et en Australie, et la troisième place en Allemagne. La première composition de l'album, Ch-Check It Out, atteint la première place au Canada et la deuxième place des musiques les plus téléchargées sur internet. Sur An Open Letter to NYC, issu de cet album, les trois rappeurs déclarent leur flamme au New York post-11 septembre et à ses habitants dont l'attitude ouverte n'a pas changé. Ils choisissent d'ailleurs de représenter sur la pochette la skyline de gratte-ciels, en prenant soin de laisser les Twin Towers à leur emplacement.[réf. nécessaire]

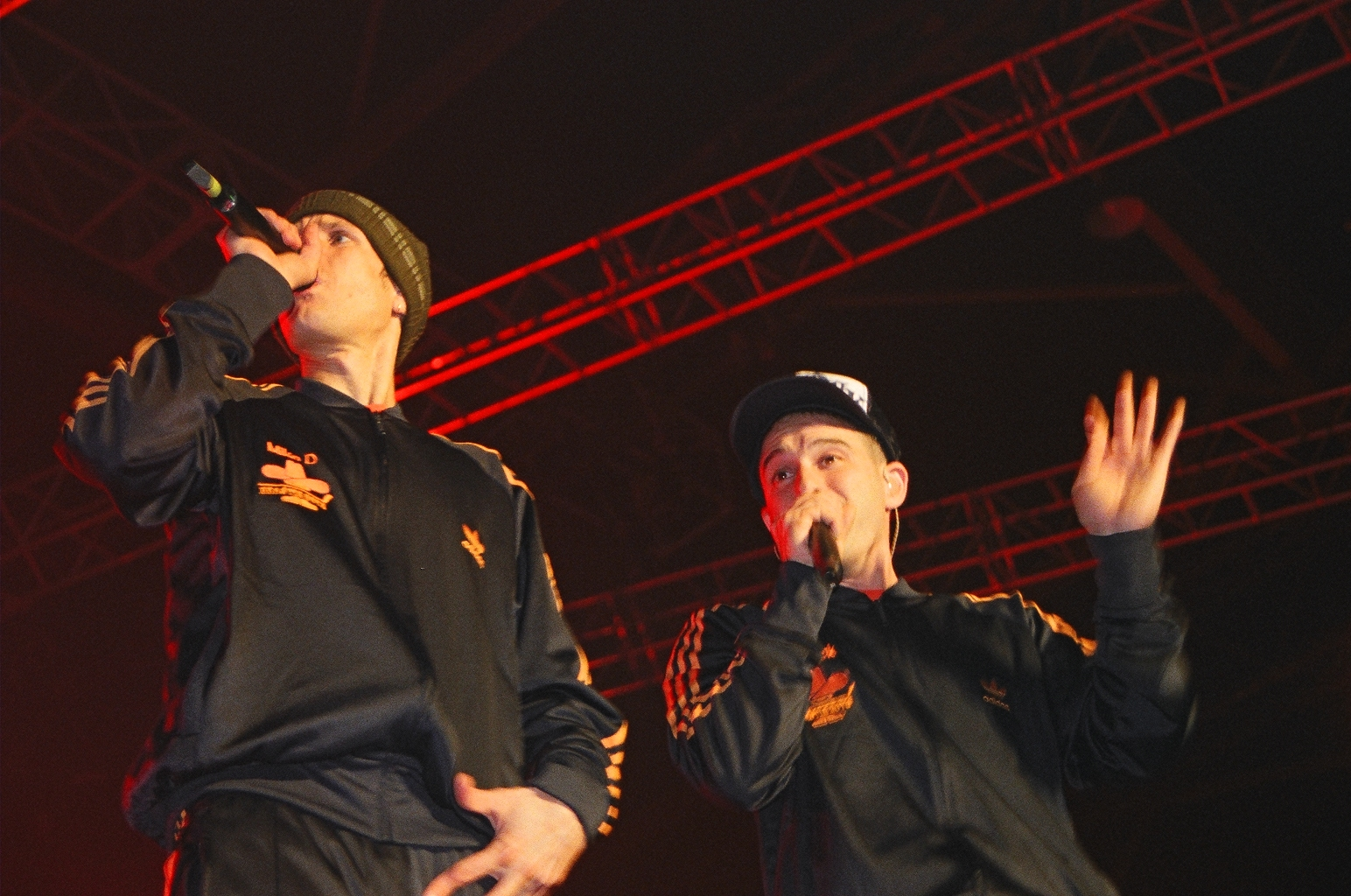
Les Beastie Boys aux Trans Musicales 2004 à Rennes

L'album fait l'objet de controverses à la suite d'allégations selon lesquelles un logiciel espion serait installé lors de la lecture du CD dans un ordinateur.
Le groupe annonce, au milieu de l'année 2006, qu'un nouvel album devrait être commercialisé.

### Hot Sauce Committee, décès deYauchet séparation (2009–2014)
En février 2009, Yauch annonce que le nouvel album exposerait des sons, selon lui, « bizarres ». Le 25 mai, il est annoncé, durant une entrevue dans le Late Night with Jimmy Fallon, que le titre de leur nouvel album serait Hot Sauce Committee Part Two et qu'il serait commercialisé pour le 15 septembre. L'album inclut une collaboration avec la chanteuse Santigold qui a coécrit et chanté avec le groupe sur la musique Don't Play No Game That I Can't Win. À Drowned in Sound, Beastie Boys annonce que la deuxième partie de l'album est établie. Le 20 juillet 2009, Yauch annonce, sur la chaîne officielle des Beastie Boys, sur YouTube et, malgré les nombreux écrits des fans, l'annulation des concerts et le report de la commercialisation du nouvel album à la suite de la découverte d'une tumeur cancéreuse de sa glande parotide et d'un ganglion lymphatique. Le groupe a également été contraint d'annuler sa présence au festival d'Osheaga, à Montréal, et au Lollapalooza. L'album est finalement publié le 27 avril 2011.
Le 4 mai 2012, Adam Yauch meurt après une bataille de trois ans contre le cancer, à l'âge de 47 ans. Le 2 juin 2014, Mike D annonce la fin officielle et définitive du groupe : « Nous ne sommes plus capables de tourner depuis que MCA, Adam Yauch, est mort […] nous ne pouvons pas faire de nouveaux morceaux ».

## Membres

### Anciens membres
- John Berry – guitare (1981–1982)
- Mike D – chant, batterie (1981–2012)
- Kate Schellenbach (en) – batterie, percussions (1981–1984)
- MCA – chant, basse (1981–2012)
- Ad-Rock – chant, guitare (1982–2012)

### Membres de tournée
- DJ Double R – DJing (1984–1985)
- Doctor Dré – DJing (1986)
- DJ Hurricane – DJing (1986–1997)
- Eric Bobo – percussions (1992–1996)
- Money Mark (Mark Ramos-Nishita) – clavier, chant (1992–2012)
- AWOL – batterie (1994–1995)
- Alfredo Ortiz – batterie, percussions (1996–2012)
- Mix Master Mike – DJing, platines, chœurs (1998–2012)

## Discographie

### Albums studio
- 1986 : Licensed to Ill
- 1989 : Paul's Boutique
- 1992 : Check Your Head
- 1994 : Ill Communication
- 1998 : Hello Nasty
- 2004 : To the 5 Boroughs
- 2007 : The Mix-Up
- 2011 : Hot Sauce Committee Part Two

## Film
- 2020 : Beastie Boys Story (sur Apple TV+)